# Pentopetia grevei
Pentopetia grevei là một loài thực vật có hoa trong họ La bố ma. Loài này được (Baill.) Venter mô tả khoa học đầu tiên năm 1997.